# Барнич Сергій Михайлович
Сергі́й Миха́йлович Ба́рнич (нар. 11 січня 1974 року, м. Калуш, Івано-Франківська область  — 26 березня 2021 року, с-ще Шуми, Бахмутський район, Донецька область) — старший сержант, сапер 109-го окремого гірсько-штурмового батальйону 10-ї окремої гірсько-штурмової бригади Збройних сил України, учасник російсько-української війни.

## Із життєпису
Закінчив місцеву середню школу № 7, після чого здобув фах електрика в Калуському хіміко-технологічному технікумі. В 1993 році почав працювати на місцевому виробничому об'єднанні «Хлорвініл», відслужив строкову службу. Від 2010 року — майстер електротехнічного цеху «Карпатнафтохіму». 2015 року був призваний за мобілізацією, служив у військовій частині Б-4264.
Учасник Антитерористичної операції на сході України та Операції об'єднаних сил на території Донецької та Луганської областей з 2015 року.
22 липня 2016 року демобілізувався та повернувся до місця роботи, однак, у 2017 році, підписав трирічний контракт зі Збройними силами, по його закінченні, у 2020 році, уклав наступний, річний.
Загинув 26 березня 2021 року, біля селища Шуми Донецької області, перебуваючи у складі групи з розмінування під час огляду замінованої території, внаслідок смертельного поранення під час снайперського обстрілу. Тоді ж загинув керівник групи розмінування, підполковник Сергій Коваль, що намагався врятувати пораненого, важких поранень зазнав старшина Сергій Бруска, поранень середньої тяжкости — старший солдат Гещук. Також загинули старший сержант Абрамович та старший солдат Гайченко, що прийшли на допомогу зненацька обстріляній групі.
Похований 30 березня 2021 року на Алеї Слави калуського цвинтаря. Залишились батьки.
28—30 березня в Калуській міській територіальній громаді оголошені днями скорботи.

## Нагороди та вшанування
- Указом Президента України № 149/2021 від 7 квітня 2021 року «за особисту мужність і самовіддані дії, виявлені у захисті державного суверенітету та територіальної цілісності України» — нагороджений орденом «За мужність» III ступеня (посмертно)[2].
- Грамота від міського голови Калуша та медаль «За гідність та патріотизм» — грудень 2020 року.